# Robert Haldane (Prediger)
Robert Haldane (* 28. Februar 1764 in London; † 12. Dezember 1842 in Edinburgh) war ein schottischer Marineoffizier und Laienprediger.

## Leben

### Familie
Robert Haldane war der Sohn des Kapitäns James Haldane (1728–1768), Gutsherr von Airthrey, und dessen Ehefrau Katherine (geb. Duncan, † 1774); sein jüngerer Bruder war James Alexander Haldane (* 14. Juli 1768; † 8. Februar 1851), der mit Mary Joass, eine Nichte von Robert Abercromby, verheiratet war. Weil seine Mutter 1774 verstarb, wuchs er mit seinem Bruder bei der Großmutter mütterlicherseits auf. Sein Onkel war der Admiral Adam Duncan, 1. Viscount Duncan.
Seit 1786 war er mit Catherine Cochrane (* 1769), Tochter des Bankiers George Oswald (1735–1819) aus Scotstoun, verheiratet. Sie hatten eine Tochter, die 1805 heiratete. Seine Ehefrau half ihm bei seiner Arbeit, indem sie seine Manuskripte kopierte, seine Briefe kürzte und Nachforschungen anstellte.
Er wurde in der St. Mungo’s Cathedral in Glasgow beigesetzt.

### Ausbildung
Robert Haldane besuchte das Gymnasium in Dundee. Nach dem Tod seiner Großmutter schickte ihn sein Onkel Adam Duncan an die Royal High School in Edinburgh; seine Klassenkameraden dort waren der spätere afrikanische Missionar John Campbell (1766–1840) und Greville Ewing (1767–1841), der grossen Einfluss darauf hatte, dass der Kongregationalismus in Schottland eingeführt wurde. Zu diesen beiden hatten er und sein Bruder einen lebenslangen engen Kontakt. Anschließend studierte er an der Universität Edinburgh.

### Dienst in der Marine
Nach der Schule trat Robert Haldane 1780 in Portsmouth als Midshipman auf dem Schiff seines Onkels, der Monarch, in den Seedienst der Royal Navy. Nach einem Jahr erfolgte seine Versetzung auf die Foudroyant unter dem Kommando des späteren Admirals John Jervis. Er war auch an dem Gefecht am 20./21. April 1782 beteiligt, bei dem es John Jervis gelang, das französische Schiff Pégase zu erbeuten; anschließend lag die Foudroyant in Spithead vor Anker.
Im Oktober 1782 nahm er an einem Entlastungsangriff gegen die Franzosen während der Belagerung von Gibraltar unter Admiral Richard Howe teil, während der Foudroyant das führende Schiff war. Nach dem Angriff kehrte das Schiff wieder nach Spithead zurück.
Nach seiner Versetzung auf die Salisbury unter dem Kommando von John Jervis segelte das Schiff nach Neufundland und kehrte anschließend nach England zurück. Nach der Rückkehr entschloss er sich, den Marinedienst aufzugeben, da er 1783 nach dem Frieden von Paris zwischen Großbritannien, Frankreich und Spanien, keine Aussichten auf einen aktiven Dienst oder eine Beförderung hatte.

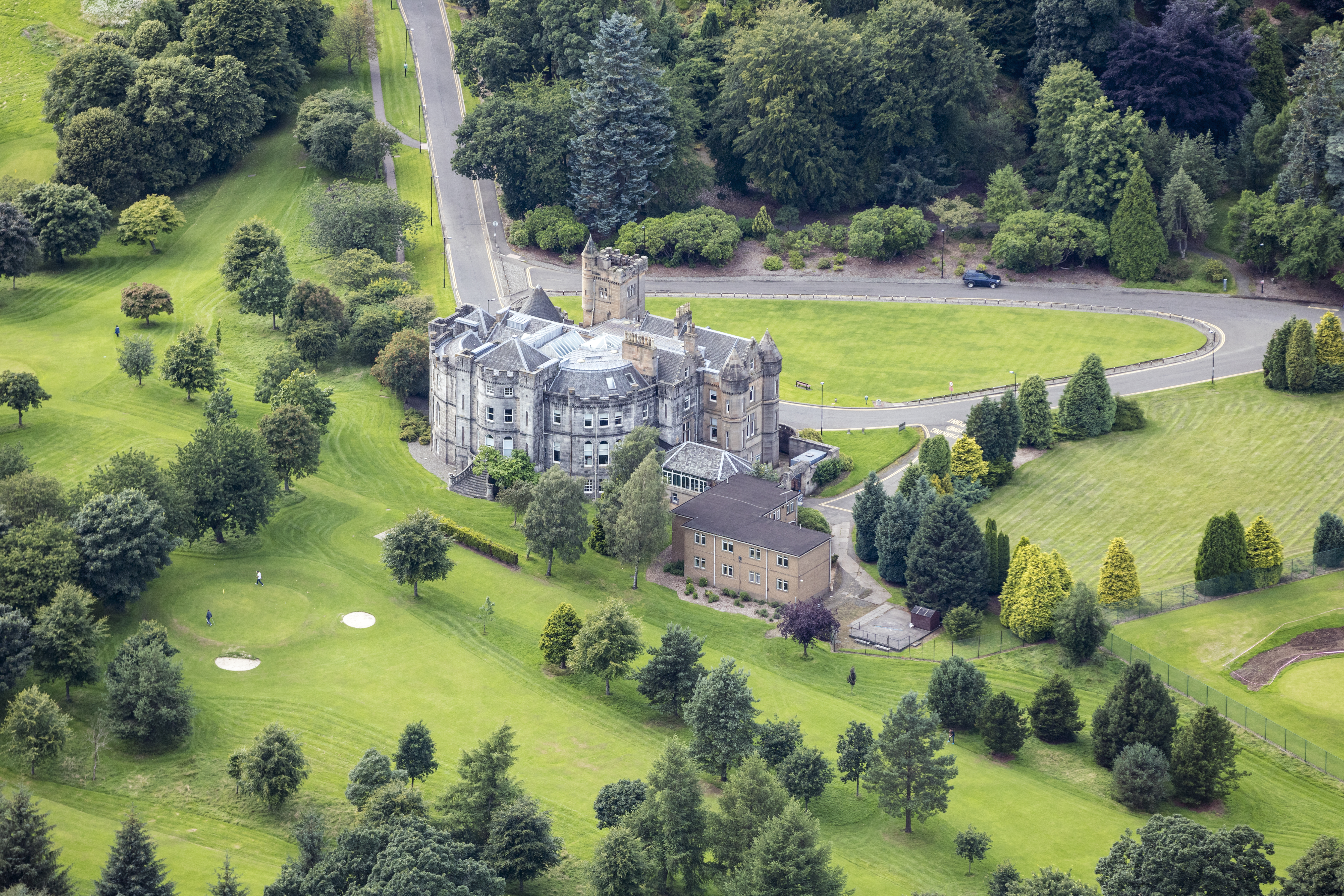
Luftbild von Airthrey Castle

### Studium
Nachdem Robert Haldane aus der Marine ausgetreten war, blieb er noch einige Monate in Gosport und setzte dann seine Ausbildung an der Universität Edinburgh fort. Zwei Jahre darauf unternahm er eine Reise in die wichtigsten Länder Europas und liess sich 1786 auf seinem Anwesen in Airthrey nieder, das nach seinen Wünschen neu gebaut worden war, um dieses zu bewirtschaften. In den darauffolgenden acht Jahren verbesserte er seine Ländereien und gestaltete seine Gärten.

### Geistliches Wirken

#### Die Anfänge
Bereits 1782, als die Foudroyant in Spithead vor Anker lag, verbrachte Robert Haldane seine Zeit in Gosport und lernte den schottischen Presbyterianer David Bogue (1750–1825) kennen, der später Pastor einer freien Gemeinde in Gosport wurde; dieser vermittelte ihm das Wissen über die Vorzüge einer unabhängigen Kirche gegenüber den etablierten Kirchen.
Durch die Französische Revolution entschloss er sich 1795 zu konvertieren und die weltliche Karriere aufzugeben, um sich der Verbreitung des christlichen Glaubens widmen zu können. Sein Wunsch war es nun, als Missionar nach Indien zu gehen, dort war erst kürzlich zuvor eine Baptistenmission gegründet worden und hatte ihren ersten Bericht, den Robert Haldane gelesen hatte, veröffentlicht. Inspiriert durch die Arbeit von William Carey in Indien wurde sein Interesse an Missionen geweckt.
Er wollte nun gemeinsam mit William Innes, Pastor in Stirling, David Bogue aus Gosport und Greville Ewing als Missionare, begleitet von Katecheten, weiteren Stadtmissionaren und Lehrern sowie eine Druckmaschine mit Druckern und Buchbindern, nach Indien gehen. Er wollte die gesamte Mission finanziell tragen und war bereit, dafür sein Anwesen in Airthrey zu verkaufen.
Das Unternehmen scheiterte jedoch an der Zustimmung der Direktoren der East India Company, weil diese der Überzeugung waren, dass die Inder ungebildet bleiben sollten, um so weiterhin das Land führen zu können; dazu kamen Überlegungen, dass sich die Brahmanen angegriffen fühlen könnten, die dann einen Aufstand gegen die Briten anführen könnten, die zur möglichen Vertreibung der Briten aus Indien führen könnte.
Er verkaufte einen Teil seine Besitztümer, worauf Robert Abercromby das Anwesen Airthrey Castle, ein 1791 von Robert Adam erbautes romantisches Schloss bei Stirling in Schottland, erwarb; heute dient es als Verwaltungsgebäude der University of Stirling. Er behielt einen Teil des Geländes und verfügte noch über ein weiteres Anwesen, das ihm sein Einkommen sicherte.
Sein neuer Plan war nun die Christianisierung Afrikas. John Campbell hatte den Plan entwickelt, einheimische afrikanische Kinder und Jugendliche nach Großbritannien zu bringen und sie im Christentum zu unterrichten und anschliessend wieder nach Afrika zurückzubringen. Robert Haldane sicherte die Finanzierung des Vorhabens zu und so wurden vierundzwanzig afrikanische Kinder über London nach Edinburgh in dessen Obhut gebracht. Er hatte dafür ein Mietshaus im King’s Park angemietet; weil er jedoch weder mit der Verwaltung noch mit der Erziehung der Kinder betraut werden sollte, zog er sich aus dem Unternehmen wieder zurück. Nachdem die Jugendlichen ihre Ausbildung beendet hatten und einige auch handwerkliche Berufe erlernt hatten, wurden sie nach einigen Jahren wieder in ihre Heimat zurückgebracht.
Er kümmerte sich darauf um die Verbesserung des Christentums in Schottland und liess hierzu religiöse Traktate zu Tausenden drucken und im Land verteilen; Ende des 18. Jahrhunderts war dies eine neue Form der Evangelisation. Im Dezember 1797 gründete er gemeinsam mit seinem Bruder die Gesellschaft The Society for Propagating the Gospel at Home, die aus Christen aller Konfessionen bestand und zur Verbreitung des Evangeliums beitragen sollte. In dieser Zeit beteiligte er sich auch finanziell an der Übersetzung der Heiligen Schrift für die dänische Mission in Serampore.

#### Kirchenbau und Förderung der Laienprediger-Ausbildung
1798 finanzierte Robert Haldane auch den Bau der Kirche Tabernacle, die erste Kirche mit einer kongregationalistischen Gemeindeverfassung in Schottland, in der sein Bruder der erste Pfarrer wurde. Im Sommer 1800 folgten weitere Kirchen, die er alle Tabernacle nannte, in Glasgow, Dundee, Perth, Thurso, Wick und Elgin. Er bezahlte den Bau all dieser Kirchen und alles Geld, das durch Kirchenmieten und Sammlungen zusammenkam, wurde wieder für die Verbreitung des Evangeliums verwendet.
Ab 1798 verkündete er auch selbst als Wanderprediger erfolgreich das Evangelium, so wie auch Rowland Hill (1744–1833). Seine erste Predigt hielt er im April 1798 nach dem Gottesdienst in der alten Pfarrkirche Weem Old Parish Kirk bei Aberfeldy. Der Pfarrer hatte die Gemeinde gebeten, nach dem Gottesdienst zu bleiben, um Robert Haldane sprechen zu hören, der im Gegensatz zum normalen Schwarz der Prediger Alltagskleidung trug. Er predigte später unter anderem auch während einer Reise im Hof eines Hotels in Stilton, als er in der dortigen Kirche feststellte, dass das Evangelium nicht verkündet wurde; er predigte dort eine Stunde, bevor er am nächsten Tag weiterreiste. Einige Jahre später übernachtete er im gleichen Gasthof und erfuhr, dass nach seiner Predigt einige Gemeindemitglieder konvertiert waren und eine Kapelle gebaut hatten, um mehr vom Evangelium zu hören.
Der Erfolg der Wanderprediger hatte zur Folge, dass die General Assembly of the Church of Scotland, das Leitungsgremium der Kirche, ein Gesetz verabschiedete, das allen Personen untersagte, an irgendeinem Ort in der Zuständigkeit der General Assembly of the Church of Scotland zu predigten, die nicht deren Erlaubnis hatten; das Gesetz blieb bis 1842 bestehen.
Auf seine Kosten entstanden auch Theologische Schulen, so unter anderem 1799 in Edinburgh, dort gab es in dem ersten zweijährigen Kurs 24 Presbyterianer-Studenten. Die einzige Voraussetzung für das Studium waren echte Frömmigkeit, kultivierbare Talente und der Wunsch, das Evangelium zu predigen, denn die Laienprediger sollten lediglich darin geschult werden, auf den grossen Strassen sowie den Nebenstrecken, das Evangelium zu predigen. Ihnen wurde bewusst gemacht, dass es in dem Studium nicht darum ging, den sozialen Status zu verbessern, sondern es sollten Katecheten und Prediger aus ihnen gemacht werden. Die zweite Schule begann mit 40 Studenten in Dundee und wurde später nach Glasgow verlegt. Noch später wurde diese Schule mit der von Edinburgh zusammengeführt. Bis Ende 1808, als die Schule wieder geschlossen wurde, hatten 300 Prediger ihren Abschluss gemacht. Weitere von Robert Haldanes Seminare entstanden auch in Elgin, Granton bei Edinburgh, Armagh und ein kleineres in Paris. Robert Haldane beendete die Seminare erst, als die etablierte Kirche wieder gute evangelische Prediger hervorbrachte.
Im Jahr 1809 verkaufte Robert Haldane seine verbleibenden Ländereien und kaufte das Anwesen von Auchengray in Lanarkshire, dies war ein ödes Moor von 2000 Morgen, auf dem nur ein einziger Baum wuchs; aber durch seine Vision und Arbeit hatte es bald Wälder von Lärche, Tanne, Birke, Esche und Niederwald. In dieser Zeit schrieb er auch an seiner 1816 veröffentlichten Schrift Evidence and Authority of Divine Revelation.
Er beteiligte sich gemeinsam mit dem Bankier Henry Drummond an der Gründung der Continental Society for the Diffusion of Religious Knowledge over the Continent of Europe, die sich für die Evangelisierung Europas einsetzte.
Er beeinflusste auch Alexander Campbell, der in Amerika zu einem Anführer der Reformen wurde, die als Restoration Movement bekannt wurde.
Seine Büchersammlung von 139 überwiegend religiösen Titeln befindet sich heute in der University of Stirling.

#### Aufenthalt in Genf und Montauban
Am 9. Oktober 1816 begann Robert Haldane, gemeinsam mit seiner Ehefrau, eine Reise in die Schweiz und nach Frankreich. Er besuchte zu Beginn kurze Zeit Paris und darauf Genf; im Juni kam dann noch Henry Drummond dazu, der ebenfalls missionarisch tätig war. Seine Predigten und Gespräche, unter anderem mit César Malan, Frédéric Monod, der auch sein Übersetzer war, Louis Gaussen und Jean-Henri Merle d’Aubigné, führten dazu, dass die staatliche Kirche ihn und seine Lehren ablehnte; eine gewünschte Verbannung aus dem Kanton Genf wurde durch die Regierung jedoch abgelehnt. Am 3. Mai 1817 erließ die Compagnie des Pasteurs der Kirche in Genf ein Reglement, in dem die Pfarrer per Unterschrift dazu verpflichtet wurden, in ihren Predigten bestimmte Themen nicht mehr anzurühren, so unter anderem bei den Lehren von den zwei Naturen in Christus, von der Erbsünde, vom Wirken der Gnade und bei der Prädestination sei größte Zurückhaltung geboten.
Die in dieser Zeit geführten Gespräche sowie ein Privatkolleg über den Römerbrief übten einen entscheidenden Einfluss auf die Erweckungsbewegung (siehe auch Réveil) in Genf aus.
Im Juli 1817 entschloss er sich, Genf zu verlassen und reiste nach Montauban; dort veröffentlichte seine zweibändige Schrift Commentaire sur l'Épître aux Romains, einen Kommentar zum Römerbrief. 1819 kehrte er nach Schottland zurück, weil sein Schwiegervater im Sterben lag und kam nie wieder nach Frankreich oder in die Schweiz zurück. In der Folgezeit fuhr er bis 1821 mit seiner Missionsarbeit in Schottland fort und besuchte hierzu auch Irland.

#### Apokryphen-Kontroverse
1821 erfuhr Robert Haldane, dass die bei der Gründung der British and Foreign Bible Society getroffene Vereinbarung, dass die Heiligen Schriften ohne Notizen und Kommentaren verbreitet und die Apokryphen ausgeschlossen werden sollten, nicht eingehalten wurde. Im Inland und in den protestantischen Ländern konnte dies einfach überwacht werden; die katholischen Länder allerdings, bei denen vieles auf Passagen aus den apokryphen Schriften beruhte, forderten, dass die Bibel auch mit den Apokryphen ausgeliefert würde und die Gesellschaft gab der Forderung nach, um die Verbreitung des Wortes unter katholischen und halbprotestantischen Gemeinschaften zu fördern. Robert Haldane erfuhr durch Zufall von diesen Verstoss und machte seine Einwände deutlich, worauf die Gesellschaft zusicherte, diese Praxis einzustellen. 1824 erfuhr er dann, dass die Praxis weiter andauerte, wandte er sich nun an die Edinburgh Society, die bisher mit der British and Foreign Bible Society gehandelt hatte, worauf sich die Edinburgh Society in Edinburgh aus der Zusammenarbeit zurückzog und eine eigene Organisation für die Verbreitung eines ungemischten, unverfälschten Evangeliums bildete, in denen sich Robert Haldane und Andrew Mitchell Thomson (1779–1831) engagierten; hieraus entstand dann ein jahrelanger Konflikt beider Parteien, bei dem sich Robert Haldane, nach dem Tod von Andrew Mitchell Thomson, durchsetzte.

#### Schriftstellerisches Wirken
Zwischen 1835 und 1839 erschien Robert Haldanes englisches Werk über den Römerbrief in drei Bänden und in den folgenden sieben Jahren erfolgten fünf weitere Auflagen. Seine Schriften wurden auch ins Französische und Deutsche übersetzt und nach seinem Tod erfolgten weitere Auflagen seiner Schriften und Traktate.

## Mitgliedschaften
- 1795 wurde Robert Haldane in deren Gründungsjahr Mitglied der London Missionary Society.

## Trivia
Im Juli 2005 fand im renommierten Gleneagles Hotel zwischen Stirling und Perth in Schottland der G8-Gipfel in Gleneagles statt. Die Ländereien Gleneagles und Airthrey in Stirlingshire waren seit mehreren Generationen im Besitz des Stammhauses der Familie Haldane.

## Schriften (Auswahl)
- Address to the Public, concerning political opinions, and plans lately adopted to promote religion in Scotland. Edinburgh 1800.
- The Duty of Paying Tribute Enforced. London 1810.
- An answer to Mr. Greville Ewing's pamphlet entitled, Facts and documents. Edinburgh 1810.
- The Evidence and Authory of Divine Revelation.
  - Band 1. Edinburgh 1816.
  - Band 2. Edinburgh 1816.
- Commentaire sur l'Épître aux Romains. Paris 1819.
- Letter to M. J. J. Chenevière; occasioned by his “Summary of the theological controversies which of late years have agitated the city of Geneva”. Edinburgh 1824.
- The Authenticity and Inspiration of the Holy Scriptures Considered in Opposition to the Erroneous Opinions that are Circulated on the Subject. Edinburgh 1827.
- Review of the Conduct of the Directors of the British and Foreign Bible Society, Relative to the Apocrypha and to Their Administration on the Continent. Edinburgh 1828.
- Answer to the Rev. H. Grey's Reply. Edinburgh 1828.
- Exposure of the Rev. H. Grey's personal misrepresentations, doctrinal heresies, and important mistatements, respecting the Bible Society, as contained in the letters of Anglicanus. Edinburgh 1828.
- Conduct of the Committee of the British and Foreign Bible Society reviewed. London 1831.
- Review of the Rev. John Scott's Apology for the proceedings of the Committee of the British and Foreign Bible Society. Edinburgh 1832.
- The Books of the Old and New Testaments Proved to be Canonical. Edinburgh 1832.
- Letters to the Bishop of Salisbury. Edinburgh 1833.
- Mr. J. J. Gurney's Defence of union with Socinians in the British and Foreign Bible Society, and of the omission of Prayer by that Society, proved to be untenable. Edinburgh 1833.
- Evidences of Christianity. 1834. Aktualisierte und erweiterte Ausgabe.
- Exposition of the five first chapters of the epistle to the Romans. London 1835–1839. 9. Auflage von 1874.
- Letter to the Rev. Dr. Morison respecting the commentary of Professor Stuart, on the Epistle to the Romans. London 1836.
- The Duty of Paying Tribute Enforced, in Letters to the Rev. Dr. John Brown, Occasioned by His Resisting the Payment of the Annuity Tax. Edinburgh 1838.
- Further Considerations for the Ministers of the Church of Scotland, occasioned by the Rev. Mr. Menzies' apology for Dr. Tholuk's perversions of the word of God. Edinburgh 1838.
- Letter to the editor of the Christian Instructor. Edinburgh 1840.
- The Books of the Old and New Testaments Canonical and Inspired. With Remarks on the Apocrypha. Boston 1840.
- Exposition of the Epistle to the Romans. New York 1849.
- The books of the Old and New Testaments proved to be canonical. Edinburgh 1853.
- Die Wahrheit und Autorität der göttlichen Offenbarung. 1864.